# Мірошниченко Руслан Володимирович
Руслан Володимирович Мірошниченко (нар. 2 вересня 1979, Ізюм, Харківська область, Українська РСР) — український актор театру і кіно, актор дубляжу, модель.

## Біографія
Народився 2 вересня 1979 року в місті Ізюм Харківської області.
Закінчив Харківський національний університет мистецтв ім. І. П. Котляревського, акторський факультет (майстерня народного артиста України Ю. С. Євсюкова).
Після завершення навчання працював у різних театральних та телевізійних проєктах. З 2013 року активно знімається в українських фільмах та серіалах.

## Кар'єра
Руслан Мірошниченко відомий за ролями в таких фільмах і серіалах, як «ГКЧП», «Дві сестри», «Служба 112» та інших.
Також працює в сфері дубляжу, озвучуючи телепроекти, рекламу, проморолики та аудіогіди. Бере участь у фотосесіях як модель. Грає в театрі.
У 2019 році пройшов курс сценічного беззбройного бою в Британській академії сценічного бою та бою в кіно

## Вибрана фільмографія

### Головні ролі
- Маєток (2025)
- Дві сестри (2024)
- 70 000 років тому (2023)
- Людина (2022)
- Дерев'яне весілля (2022)
- ГКЧП (2022)

### Ролі другого плану
- Ментівські війни. Харків — 2
- Дільничний з ДВРЗ
- Спадкоємці серіал
- Кришталеві джерела та інші.

## Особисте життя
Після початку повномасштабної війни активно займається волонтерством та допомогою ЗСУ. Родина актора виїхала з Ізюма під час окупації. Сестра з племінником наразі проживають у Києві, а батьки — за кордоном.
Актор проходить військову підготовку, займається стрільбою, вивчає тактичну медицину.

## Додаткові навички
- Володіння мовами: українська, російська, англійська, іспанська, польська
- Вокал: ліричний баритон
- Гра на музичних інструментах: фортепіано
- Танці: контемпорарі, джаз-модерн
- Водіння: автомобіль, мотоцикл, мопед, велосипед
- Екстремальне водіння та бойова підготовка[1]
- Дайвінг (PADI Open Water Diver)